# Incentre

## Incentre i exincentres
L'incentre d'un triangle és el punt on es tallen les bisectrius dels seus angles. Els punts de tall de les bisectrius exteriors amb les interiors s'anomenen exincentres o excentres del triangle. L'incentre sempre és interior al triangle i els exincentres li són exteriors.

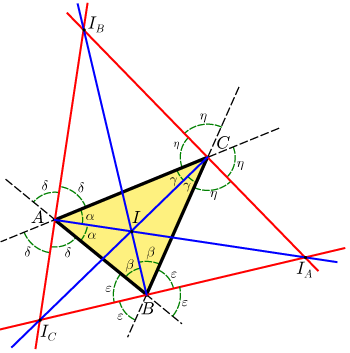
Incentre i exincentres, i, d'un triangle

### Existència i posició[1]

#### Incentre
Sigui el triangle {\displaystyle \triangle ABC} i considerem les bisectrius dels angles {\displaystyle {\widehat {A}}=2\alpha } i {\displaystyle {\widehat {B}}=2\beta }.
- Vegem primer que aquestes bisectrius es tallen: com que {\displaystyle {\widehat {A}}+{\widehat {B}}+{\widehat {C}}=180^{\circ }}, tenim que {\displaystyle {\widehat {A}}+{\widehat {B}}=2\alpha +2\beta <180^{\circ }} i, per tant, {\displaystyle \alpha +\beta <90^{\circ }<180^{\circ }}. Ara, el cinquè postulat d'Euclides demana que les bisectrius es tallin en un punt {\displaystyle I}, situat en el semiplà definit pel costat {\displaystyle AB} que conté els angles {\displaystyle \alpha } i {\displaystyle \beta }, és a dir, el semiplà que conté el triangle {\displaystyle \triangle ABC}. De la mateixa manera, les bisectrius dels angles {\displaystyle {\widehat {A}}=2\alpha } i {\displaystyle {\widehat {C}}=2\gamma } es tallen en un punt del semiplà definit pel costat {\displaystyle AC} que conté el triangle {\displaystyle \triangle ABC} i les bisectrius dels angles {\displaystyle {\widehat {B}}=2\beta } i {\displaystyle {\widehat {C}}=2\gamma } es tallen en un punt del semiplà definit pel costat {\displaystyle BC} que conté el triangle {\displaystyle \triangle ABC}.
- Ara trobem on es tallen: l'angle {\displaystyle {\widehat {A}}}, que conté la seva bisectriu, és la intersecció de dos semiplans: el determinat per la recta {\displaystyle AB} que conté el vèrtex {\displaystyle C} i el determinat per la recta {\displaystyle AC} que conté el vèrtex {\displaystyle B}. Igualment, l'angle {\displaystyle {\widehat {B}}}, que conté la seva bisectriu, és la intersecció de dos semiplans: el determinat per la recta {\displaystyle AB} que conté el vèrtex {\displaystyle C} i el determinat per la recta {\displaystyle BC} que conté el vèrtex {\displaystyle A}. En conseqüència, el punt {\displaystyle I} d'intersecció de les bisectrius és a la intersecció d'aquests dos semiplans i de semiplà del paràgraf anterior, és a dir, a l'interior del triangle {\displaystyle \triangle ABC}. De la mateixa manera, qualsevol altra parella de bisectrius també es tallen en un punt interior del triangle {\displaystyle \triangle ABC}.
- Finalment, el punt {\displaystyle I}, com que pertany a la bisectriu de l'angle {\displaystyle {\widehat {A}}}, equidista dels seus costats {\displaystyle AB} i {\displaystyle AC} i, com que pertany a la bisectriu de l'angle {\displaystyle {\widehat {B}}}, equidista dels seus costats {\displaystyle BA} i {\displaystyle BC}. En conseqüència, el punt {\displaystyle I} equidista dels costats {\displaystyle CA} i {\displaystyle CB} de l'angle {\displaystyle {\widehat {C}}} i, per tant, pertany a la bisectriu de l'angle {\displaystyle {\widehat {C}}}. Les tres bisectrius del triangle es tallen, doncs, en el punt {\displaystyle I}, que és l'incentre del triangle {\displaystyle \triangle ABC}.

#### Exincentres
Ara considerem les bisectrius exteriors dels angles {\displaystyle {\widehat {A}}} i {\displaystyle {\widehat {B}}}, és a dir, les bisectrius dels angles {\displaystyle 2\delta } i {\displaystyle 2\varepsilon } i la bisectriu interior de l'angle {\displaystyle {\widehat {C}}=2\gamma }.
- Com que {\displaystyle 2\delta +2\epsilon =180^{\circ }-{\widehat {A}}+180^{\circ }-{\widehat {B}}=360^{\circ }-2(\alpha +\beta )}, tenim que {\displaystyle \delta +\epsilon =180^{\circ }-(\alpha +\beta )<180^{\circ }} i, novament segons el cinquè postulat d'Euclides, les bisectrius dels angles {\displaystyle 2\delta } i {\displaystyle 2\varepsilon } es tallen en un punt {\displaystyle I_{C}} del semiplà determinat pel costat {\displaystyle AB} que no conté el triangle {\displaystyle \triangle ABC}. Igualment, qualsevol altra parella de bisectrius exteriors es tallen en un punt exterior al triangle {\displaystyle \triangle ABC}.
- L'angle {\displaystyle 2\delta } determinat pel costat {\displaystyle AB} i la prolongació del costat {\displaystyle AC} és la intersecció del semiplà definit per la recta {\displaystyle AB} que no conté el triangle i el semiplà definit per la recta {\displaystyle AC} que sí conté el triangle. En particular, la bisectriu d'aquest angle és a aquest darrer semiplà. De la mateixa manera, la bisectriu de l'angle {\displaystyle 2\varepsilon } determinat pel costat {\displaystyle AB} i la prolongació del costat {\displaystyle BC} és al semiplà definit per la recta {\displaystyle BC} que sí conté el triangle. Per tant, el punt {\displaystyle I_{C}} d'intersecció de les dues bisectrius és a la intersecció dels dos semiplans, és a dir, a l'interior de l'angle {\displaystyle {\widehat {C}}}.
- També, {\displaystyle {\widehat {B}}+{\widehat {C}}=2\beta +2\gamma <180^{\circ }}, o sigui que {\displaystyle \beta +\gamma <90^{\circ }} i, com que, {\displaystyle \beta +\varepsilon =90^{\circ }}, resulta {\displaystyle 2\beta +\gamma +\varepsilon ={\widehat {B}}+\gamma +\varepsilon <180^{\circ }} i, altra vegada, del cinquè postulat d'Euclides, deduïm que les bisecrius dels angles {\displaystyle {\widehat {C}}=2\gamma } i {\displaystyle 2\varepsilon } es tallen en un punt del semiplà determinat pel costat {\displaystyle AB} que no conté el triangle {\displaystyle \triangle ABC} i a l'interior de l'angle {\displaystyle {\widehat {C}}}. Interseccions similars existeixen per a cada parella de bisectriu exterior i de bisectriu interior de vèrtexs diferents del triangle.
- Però el punt {\displaystyle I_{C}} equidista de la recta {\displaystyle AC} i de la recta {\displaystyle AB}, perquè pertany a la bisectriu de l'angle {\displaystyle 2\delta }. També equidista de la recta {\displaystyle BC} i de la recta {\displaystyle AB}, perquè pertany a la bisectriu de l'angle {\displaystyle 2\varepsilon }. En conseqüència, equidista de les rectes {\displaystyle AC} i {\displaystyle BC}, com que jau a l'interior de l'angle {\displaystyle {\widehat {C}}}, és de la bisectriu d'aquest angle {\displaystyle {\widehat {C}}}. Les dues bisectrius exteriors corresponents als vèrtexs {\displaystyle A} i {\displaystyle B} i la bisectriu interior de l'angle {\displaystyle {\widehat {C}}} es tallen en el punt {\displaystyle I_{C}}, a l'exterior del triangle {\displaystyle \triangle ABC}, però a l'interior de l'angle {\displaystyle {\widehat {C}}}. Aquest punt és un exincentre del triangle i, de la mateixa manera, en resulta l'existència i posició dels altres dos exincentres, {\displaystyle I_{A}} i {\displaystyle I_{B}}.

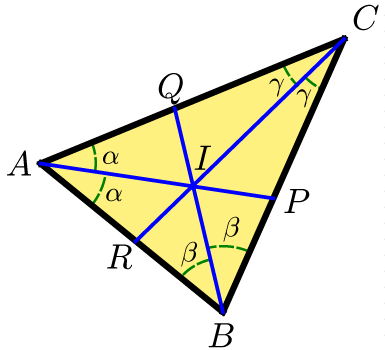
Les bisectrius interiors d'un triangle com a línies cevianes.

### Les bisectrius com a cevianes
Les bisectrius d'un triangle són línies cevianes. Segons el teorema de la bisectriu hi ha proporcionalitat entre els costats d'un angle d'un triangle i els dos segments en què la bisectriu d'aquest angle divideix el costat oposat. Aleshores,
Aleshores,
i, segons el teorema de Ceva, les tres bisectrius es tallen en un punt: l'incentre del triangle. Un ús similar dels teoremes de la bisectriu i de Ceva amb les bisectrius exteriors i interiors mostra l'existència dels exincentres.

### Coordenades de l'incentre
Les coordenades cartesianes de l'incentre són una mitjana ponderada de les coordenades dels tres vèrtexs. Si els tres vèrtexs són {\displaystyle A=(x_{a},y_{a})}, {\displaystyle B=(x_{b},y_{b})}, i {\displaystyle C=(x_{c},y_{c})}, els vectors posició respectius són {\displaystyle {\vec {A}}={x_{a} \choose y_{a}}}, {\displaystyle {\vec {B}}={x_{b} \choose y_{b}}} i {\displaystyle {\vec {C}}={x_{c} \choose y_{c}}}, i els costats oposats del triangle tenen com a longituds {\displaystyle a}, {\displaystyle b}, i {\displaystyle c}, llavors el vector posició de l'incentre és
| {\displaystyle {\vec {I}}={\dfrac {a}{a+b+c}}\,{\vec {A}}+{\dfrac {b}{a+b+c}}\,{\vec {B}}+{\dfrac {c}{a+b+c}}\,{\vec {C}}} |

i l'incentre {\displaystyle I} és a
| {\displaystyle I=\left({\dfrac {ax_{a}+bx_{b}+cx_{c}}{a+b+c}},{\frac {ay_{a}+by_{b}+cy_{c}}{a+b+c}}\right)} |

En efecte,
- Pel teorema de la bisectriu, aplicat a les bisectrius dels angles {\displaystyle {\widehat {A}}} i {\displaystyle {\widehat {B}}},

que dona
- Pels vectors {\displaystyle {\overrightarrow {BP}}} i {\displaystyle {\overrightarrow {AQ}}} tenim:

- Pels vectors {\displaystyle {\overrightarrow {AI}}} i {\displaystyle {\overrightarrow {BI}}} hi ha nombres reals {\displaystyle \lambda } i {\displaystyle \mu } amb {\displaystyle {\overrightarrow {AI}}=\lambda {\overrightarrow {AP}}} i {\displaystyle {\overrightarrow {BI}}=\mu {\overrightarrow {BQ}}}. Aleshores, tot expressant el vector {\displaystyle {\overrightarrow {AI}}} d'aquestes dues maneres, {\displaystyle {\overrightarrow {AI}}=\lambda {\overrightarrow {AP}}} i {\displaystyle {\overrightarrow {AI}}={\overrightarrow {AB}}+{\overrightarrow {BI}}}, tenim:

- Ara, la independència lineal dels vectors {\displaystyle {\overrightarrow {AB}}} i {\displaystyle {\overrightarrow {BC}}} demana que

- El sistema anterior, que és un sistema lineal, té les solucions

- Finalment,

## Circumferències inscrita i exinscrites a un triangle

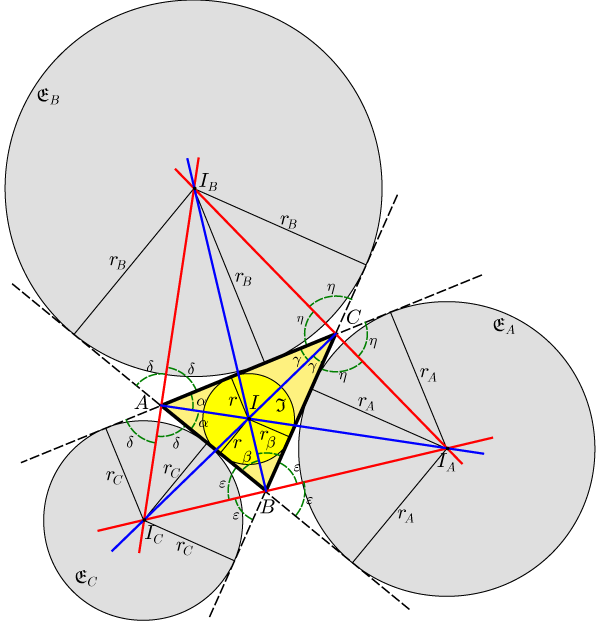
Circumferència inscrita i circumferències exinscrites, i al triangle

Com que l'incentre {\displaystyle I} d'un triangle {\displaystyle \triangle ABC} equidista dels seus costats {\displaystyle a}, {\displaystyle b} i {\displaystyle c}, els tres segments perpendiculars a cadascun dels costats tirats des de l'incentre són iguals i són radis d'una circumferència {\displaystyle {\mathfrak {I}}} amb centre a l'incentre {\displaystyle I} i tangent a cadascun dels costats del triangle en els peus d'aquestes perpendiculars. Aquesta circumferència és la circumferència inscrita al triangle (també: cercle inscrit o incircle).
El mateix s'esdevé amb els exincentres, que són els respectius centres de tres circumferències tangents a un costat i les prolongacions dels altres dos, a l'exterior del triangle. Aquestes circumferències són les circumferències exinscrites al triangle (també: cercles exinscrits, exincercles o excercles).